# Poppelsdorfer Friedhof

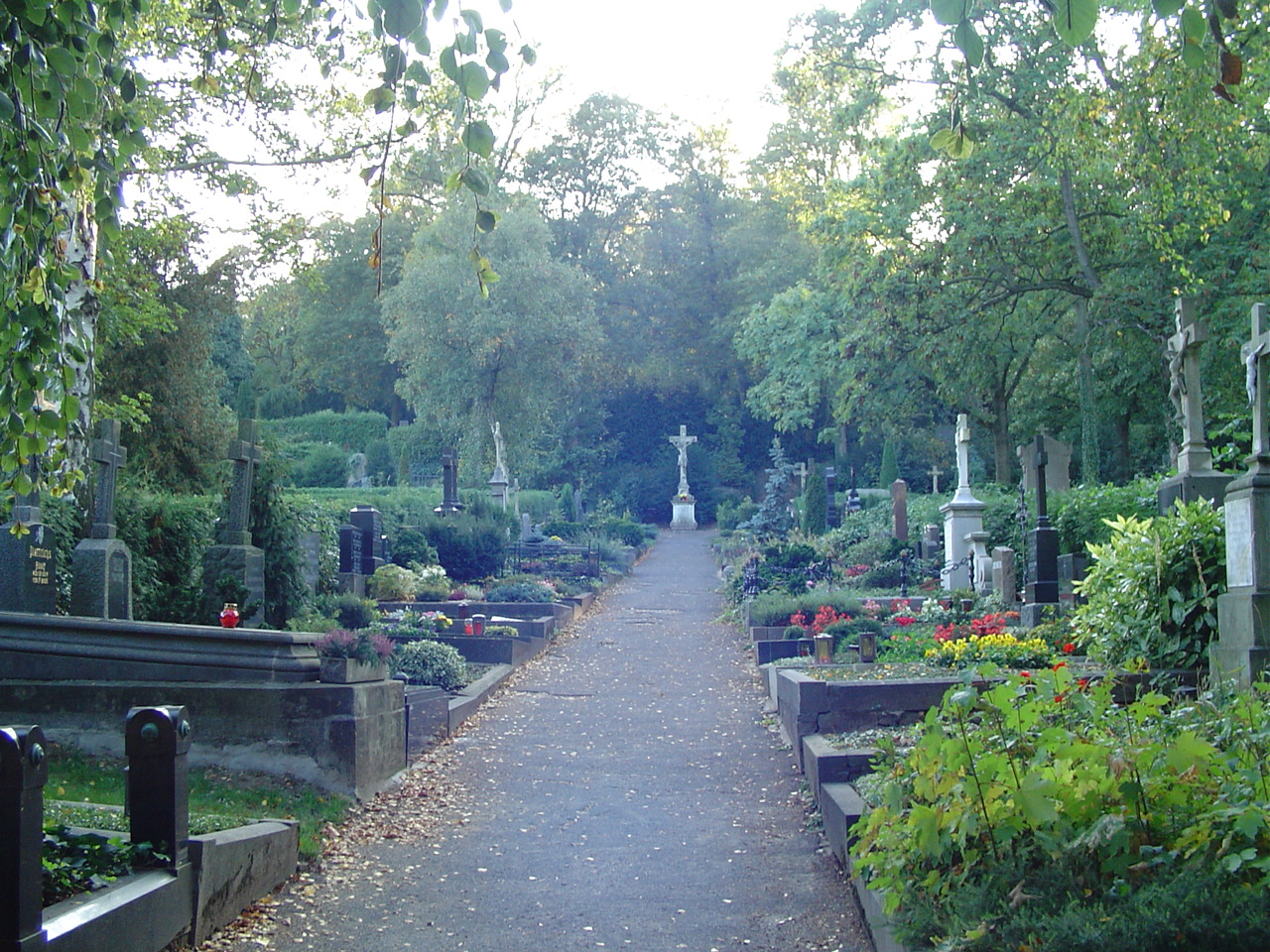
Via na parte mais antiga do cemitério

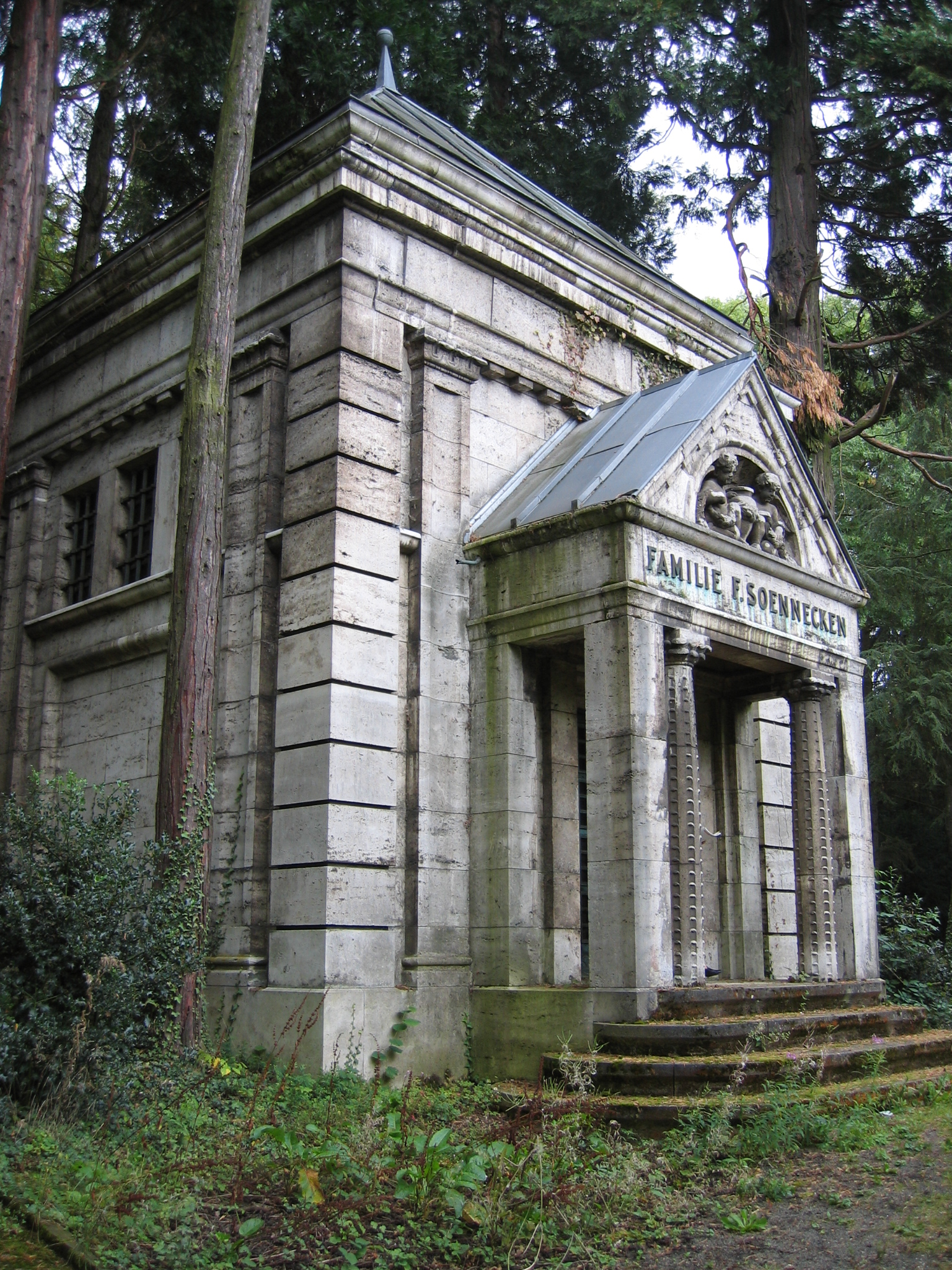
Mausoléu Soennecken

O Poppelsdorfer Friedhof é um cemitério municipal no bairro de Poppelsdorf em Bonn, Alemanha.

## História
O cemitério foi estabelecido a partir de 1798 pela comunidade católica St.-Sebastian de Poppelsdorf, inaugurado em 15 de maio de 1800. Na época o cemitério ocupou uma pequena área no lado norte do morro Kreuzberg. Na segunda metade do século XIX ocorreram diversas ampliações do cemitério Kreuzberg acima, devido à rápida ocupação da área disponível. De 1897 a 1898 ao cemitério foi anexada uma nova área, estendendo-se ao leste do Stationsweg. Nesta nova parte foi erguido em 1901 um edifício administrativo e em 1928 uma capela sepulcral. Na parte nova foi construído em 1907 um local de depósito de urnas de cremação. Após a incorporação de Poppelsdorf a Bonn a administração do cemitério foi assumida pela cidade.
Em 1984 o cemitério foi tombado como patrimônio histórico. Pela presenvação e documentação de suas antigas sepulturas é responsável desde então até a atualidade Gesellschaft der Freunde und Förderer des Alten Friedhofs in Bonn e. V.
Como atualmente ocorre em diversos outros cemitérios históricos da Renânia do Norte-Vestfália, existe a possibilidade para qualquer pessoas apadrinhar uma sepultura, tendo como contrapartida pela restauração de uma sepultura histórica um direito de utilização do cemitério.

## Sepulturas erguidas por artistas
(Lista sem pretensão de ser completa)

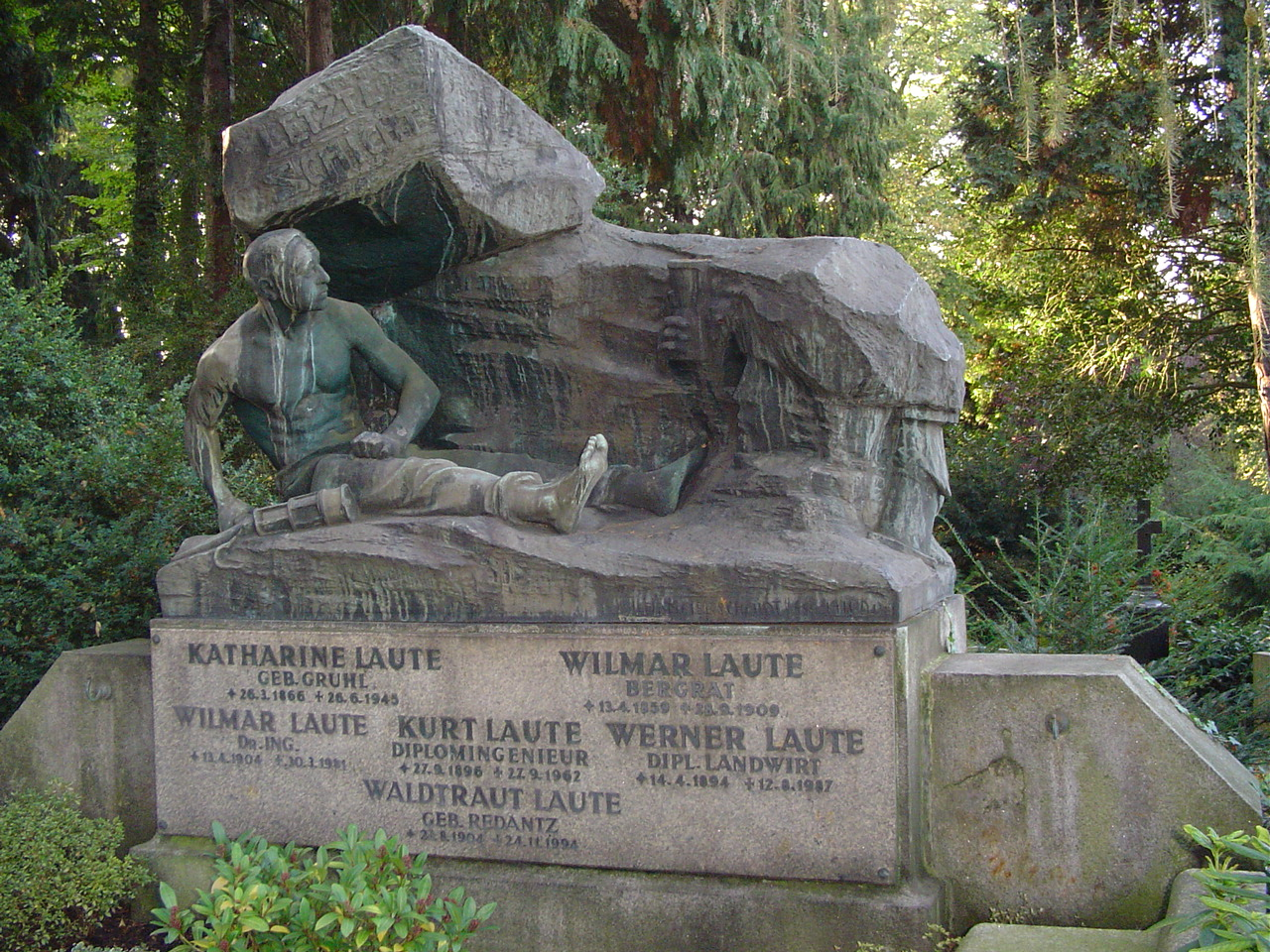
„Letzte Schicht“ por Joseph Hammerschmidt (sepultura de Laute)

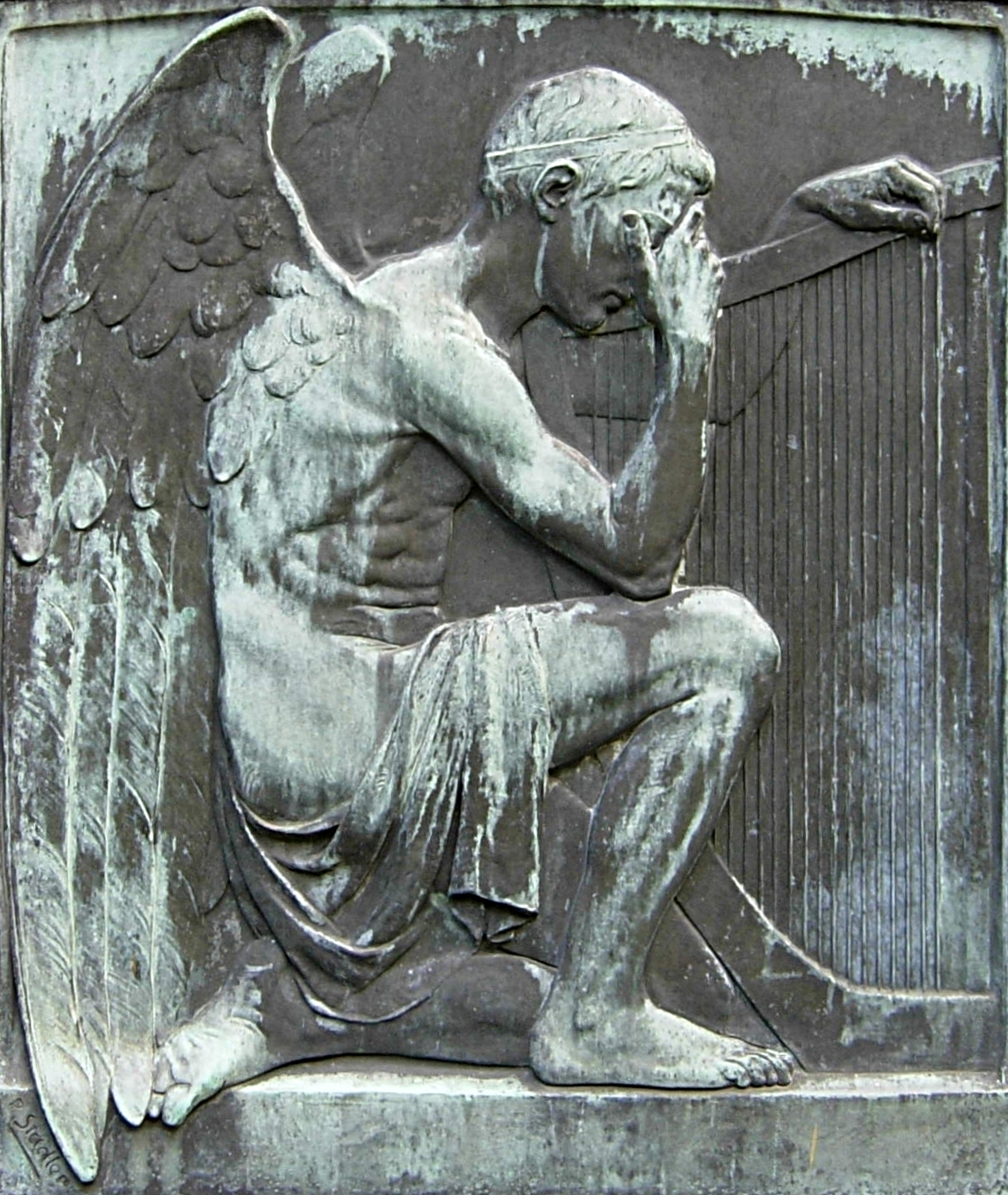
Gênio do luto

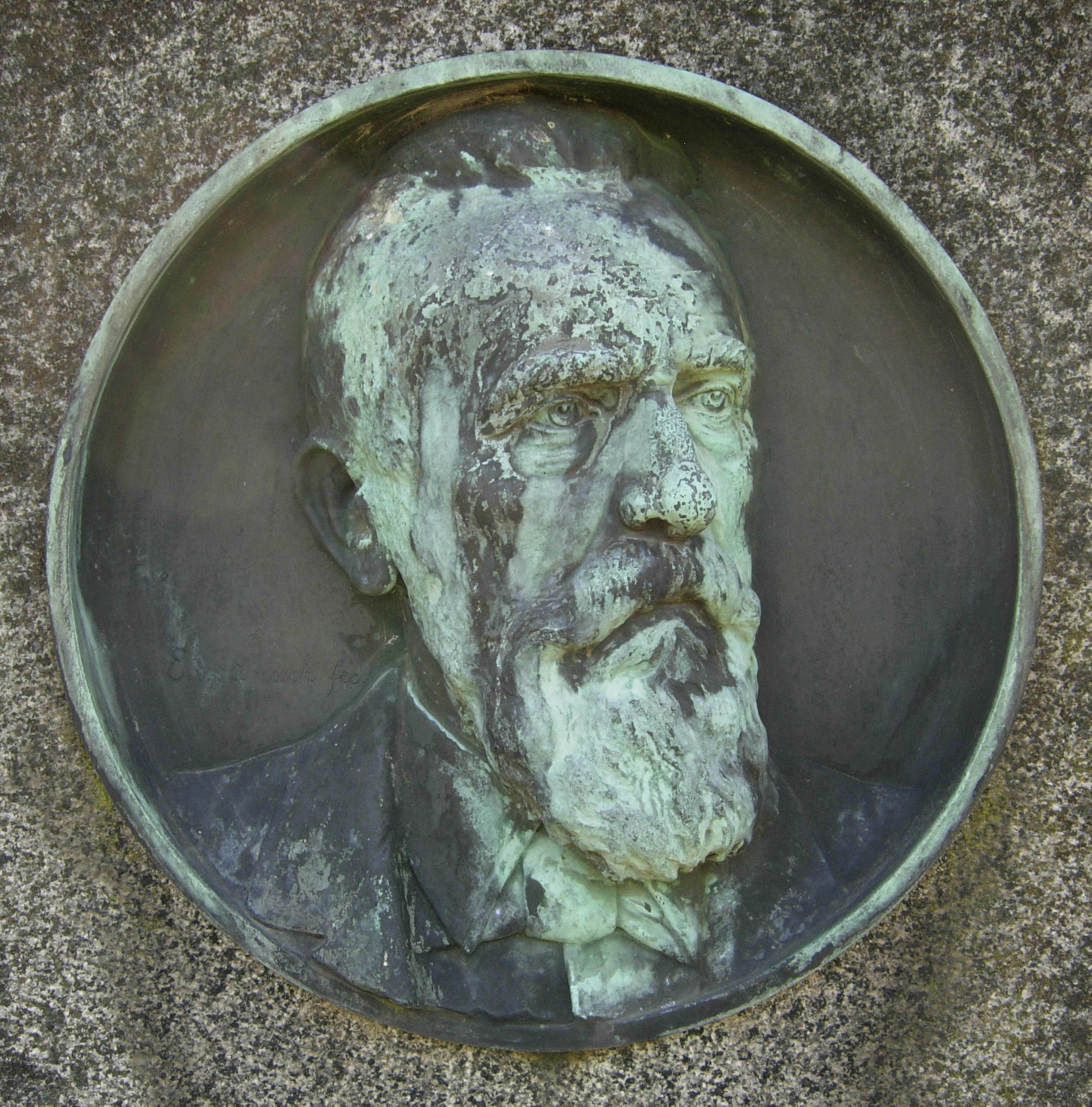
Plaqueta para Carl von den Driesch

- Rudolf Bosselt (1871–1938): Zuntz (relevo de pedra)
- Carl M. Geiling (1874–1924): Kraemer (relevo de bronze)
- Joseph Hammerschmidt (1873–1926): Laute (mineiro de pé, „Letzte Schicht“)
- Ferdinand Hartzer (1838–1906): Murmann (anjo)
- Albert Küppers (1842–1929): Plaqueta para
  - Franz Burgers (empresário)
  - August Huyssen (geólogo)
  - August Kekulé (químico)
  - Matthias Klein (jurista)
  - Hermann Neusser (editor de jornal)
  - Heinrich Nissen (historiador antigo)
- Jakobus Linden (1868–1950):
  - Linden (Pietà)
  - Metzmacher (anjo)
- Siegfried Meinardus (1874–1933): Jansen (grupo de imagens)
- Karl Menser (1872–1929):
  - Caspar Joseph Brambach (imagens em relevo)
  - Hans Cajetan (placa comemorativa)
  - Carl Garrè (placa comemorativa)
- Anton Josef Reiss (1835–1900): Ittenbach e Ehlenz (Pietà-Tondo)
- Paul Stadler (1875–1955): Raumann (plaqueta)
- Peter Terkatz (1880–1954): Gefallenenmal
- Erich von den Driesch (* 1878): Carl von den Driesch (plaqueta)
- Ingeborg von Rath (1902–1984): Furmans, von Rath e Winkelmann (plaqueta)
- Christian Warth (1836–1890): Kernchen (tristeza)
- Gottfried Welter (1871–1940)
  - Nobis e Linden (imagem de cristo)[3]
  - Eduard Pflüger (plaqueta)

Três dos artistas citados estão sepultados no Poppelsdorfer Friedhof: Albert Küppers, Jakobus Linden e Ingeborg von Rath.

## Atrações
O Poppelsdorfer Friedhof é juntamente com o Alter Friedhof Bonn um dos mais antigo cemitérios ainda em utilização. Tanto na parte antiga quanto na nova parte do cemitério encontra-se numerosas sepulturas com arquitetura do século XIX.
No cemitério também há uma série de túmulos de cidadãos meritórios de Bonn, incluindo vários professores fundadores da Universidade de Bonn. Algumas das conhecidas personalidades enterradas aqui são:

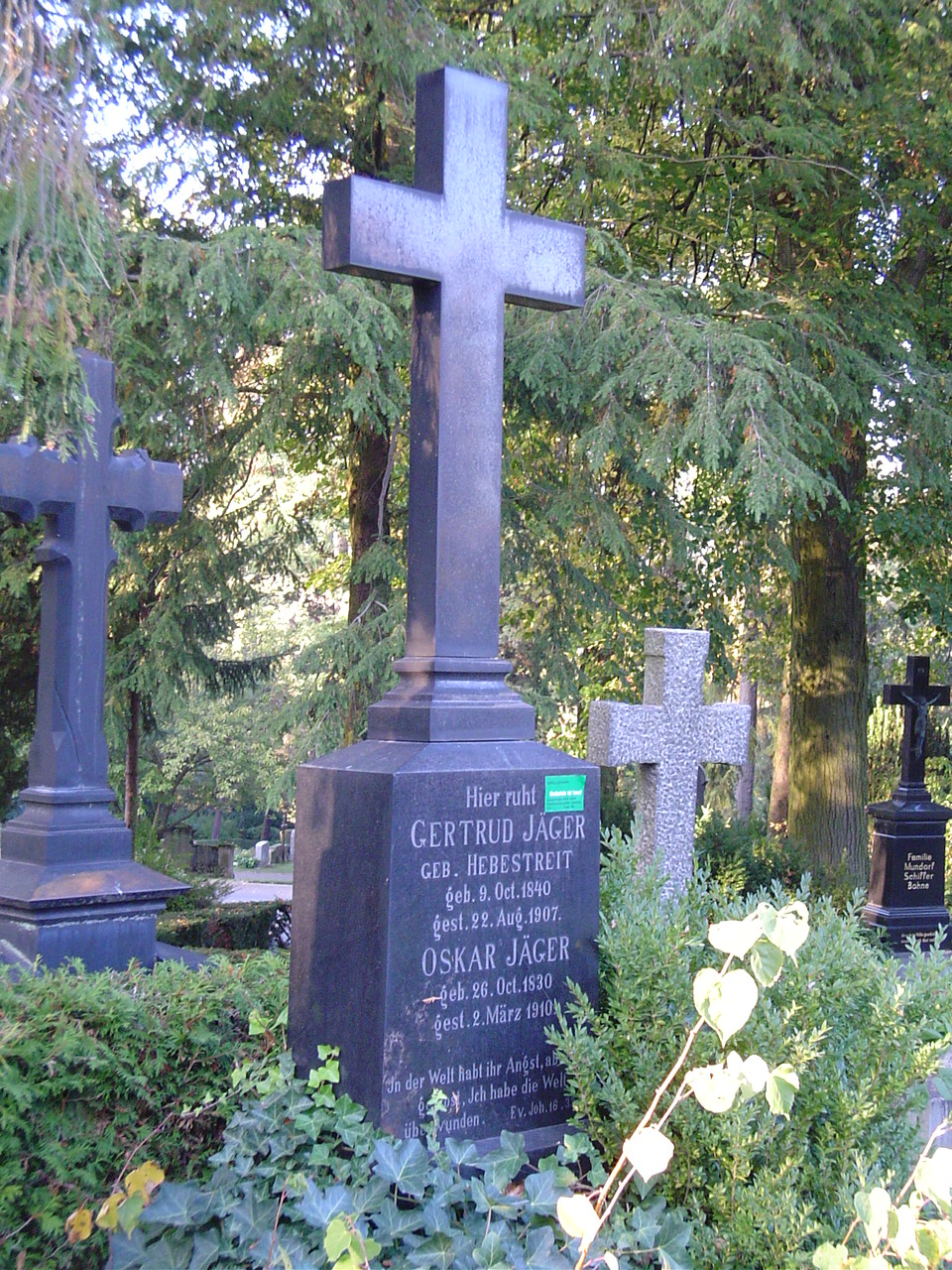
Sepultura de Oskar Jäger

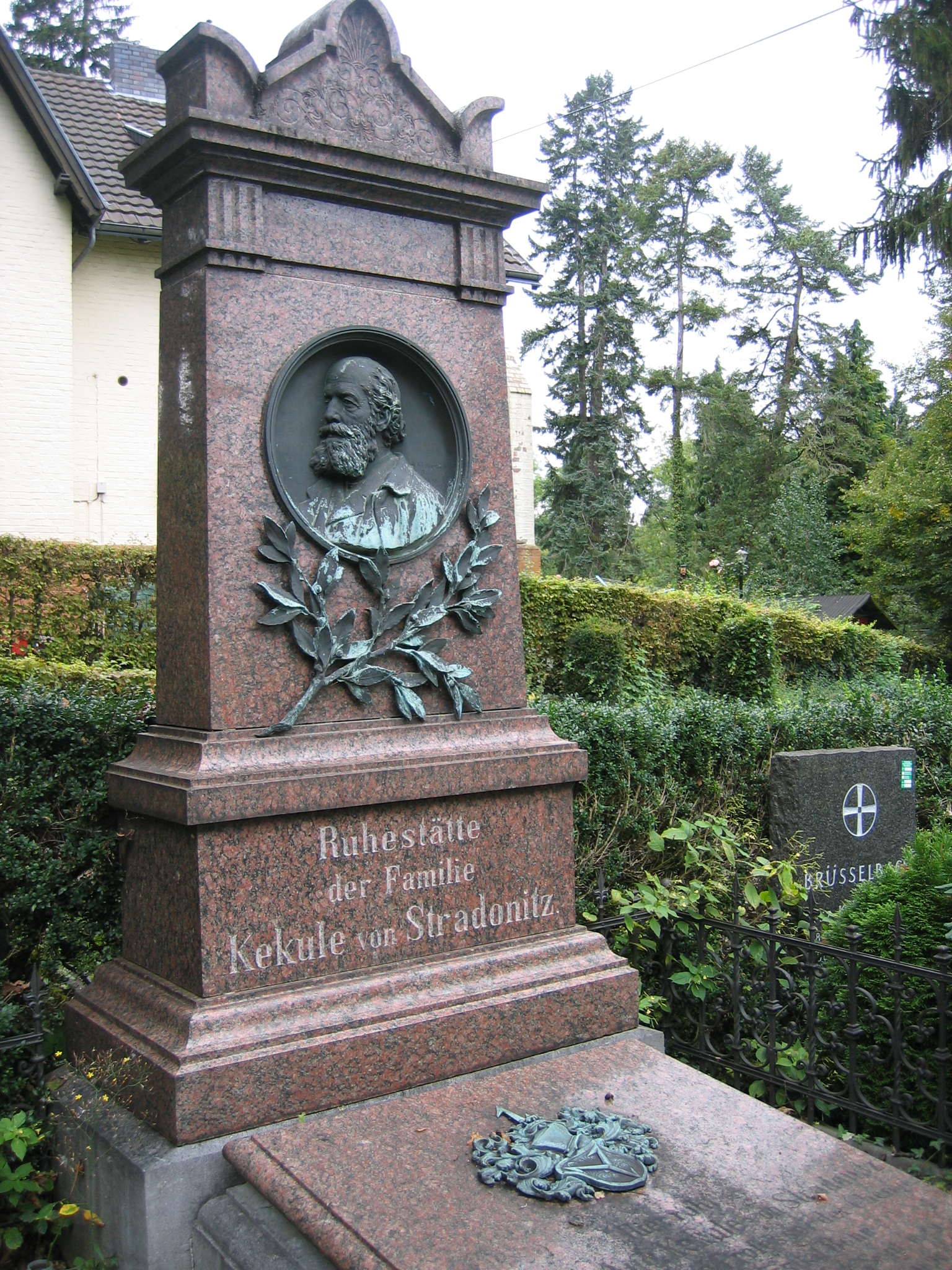
Sepultura de Friedrich August Kekulé von Stradonitz

- Fritz Bottler (1870–1922), prefeito de Bonn
- Caspar Joseph Brambach (1833–1902), compositor
- Max Braubach (1899–1975), historiador
- Gerold von Braunmühl (1935–1986), diplomata do Ministério das Relações Exteriores, morto pela Fração do Exército Vermelho (RAF)
- Hans Cloos (1885–1951), geólogo
- Wilhelm Daniels (1903–1977), prefeito de Bonn
- Albert Ehrhard (1862–1940), historiador religioso
- Heinrich Karl Erben (1921–1997), paleontologista
- Eugen Ewig (1913–2006), historiador
- Wilhelm von Freeden (1822–1894), fundador da Deutsche Seewarte
- Carl Garrè (1857–1928), cirurgião
- Bernhard Franz Josef von Gerolt (1747–1828), Conselheiro Privado Eleitoral de Colônia, mais tarde membro do Corpo Legislativo Francês Imperial
- Georg August Goldfuß (1782–1848), zoólogo
- Waldemar Haberey (1901–1985), arqueólogo e historiador da cultura
- Felix Hausdorff (1868–1942), matemático, cofundador da topologia moderna
- Wolfgang Hesse (1913–1999), diretor-chefe da cidade de Bonn
- Friedrich Hirzebruch (1927–2012), matemático
- Erich Hoffmann (1868–1959), dermatologista
- Hajo Holborn (1902–1969), historiador
- Pauline Horson-Brügelmann, nee Dyckhoff (1858-1918), soprano e cantora, ao lado de seu marido, o químico Dr.sc.nat. Moritz Gottfried Brügelmann (1849-1920)
- Hermann Hüffer (1830–1905), historiador
- Oskar Jäger (1830–1910), historiador
- Hubert Jedin (1900–1980), historiador religioso
- Alfred Kantorowicz (1880–1962), dentista (abandonado e nivelado no verão de 2015)
- Heinrich Kayser (1853–1940), físico
- August Kekulé (1829–1896), químico
- Friedrich August Körnicke (1828–1908), botânico
- Max Koernicke (1874–1955), botânico
- Heinrich Konen (1876–1948), físico e político
- Albert Küppers (1842–1929), escultor
- Rudolf Lipschitz (1832–1903), matemático
- Georg Loeschcke (1852–1915), arqueólogo
- Clemens Julius Mangner (1885–1961), arquiteto
- Friedrich Marx (1859–1941), filólogo clássico
- Erwin Nasse (1829–1890), economista
- Heinrich Nissen (1839–1912), historiador
- Wolfgang Paul (1913–1993), físico, laureado com o Nobel
- Eduard Pflüger (1829–1910), fisiologista
- Otto Renois (1892–1933), conselheiro comunista da cidade, morto pelos nazizats „em fuga“
- Annemarie Schimmel (1922–2003), cientista do islamismo
- Franz Schmidt (1899–1973), diretor-chefe da cidade de Bonn
- Rudolf Schultze (1854–1935), arquiteto da cidade de Bonn
- Eberhard Schwickerath (1856–1940), pedagogo musical
- Johannes Sobotta (1869–1945), anatomista, autor da obra Atlas de Anatomia Humana (1904-1907)
- Friedrich Soennecken (1848–1919), inventor e empresário (Firma Soennecken)
- Franz Steinbach (1895–1964), historiador
- Eduard Strasburger (1844–1912), botânico
- Johannes Straub (1912–1996), historiador antigo
- Annemarie Suckow von Heydendorff, escultora
- Hans Thuar (1887–1945), pintor
- Moritz Trautmann (1842–1920), anglista
- Carl Troll (1899–1975), geógrafo
- Lothar von Trotha (1848–1920), general da infantarie, comandante-em-chefe das tropas alemãs no Sudoeste Africano Alemão (atual Namíbia) de 1904 a 1906
- Adolf Zycha (1871–1948), historiador do direito
- Willi Engels (1895–1981), presidente da Associação dos Cantores da Alemanha

Além das notáveis edificações, o Poppelsdorfer Friedhof caracteriza-se pela localização panorâmica da encosta. Na área superior - especialmente ao redor do bosque das urnas de cremação - o cemitério tem uma rica variedade de árvores.